# Chiesa di Santa Maria del Soccorso (Napoli, San Giovanni a Teduccio)
La chiesa di Santa Maria del Soccorso è una delle chiese storiche di Napoli; è sita in zona periferica, nel quartiere di San Giovanni a Teduccio.

## Storia
La chiesa in questione, risale al 1517, ma, nei secoli successivi venne fortemente rimaneggiata, specialmente nel 1930, e oggi risulta piuttosto neoclassica.
Fu elevata a parrocchia verso la fine degli anni '60.
Tra le varie cose, all'interno si conservano degli affreschi di Umberto Colonna del 1937 dall'ispirazione neo-barocca sulla volta e sul catino absidale, due tele settecentesche, attribuite a Francesco Celebrano, e il pregevole gruppo scultoreo ligneo della Madonna del Soccorso di Francesco Verzella (?-1835). Il fiore all'occhiello del complesso resta però il chiostro del XVI secolo, dalla forma quadrata e a due piani, con un antico pozzale di piperno al centro.

## Altre immagini

L'interno
La Madonna del Soccorso di Francesco Verzella
Il chiostro